# 聴覚過敏

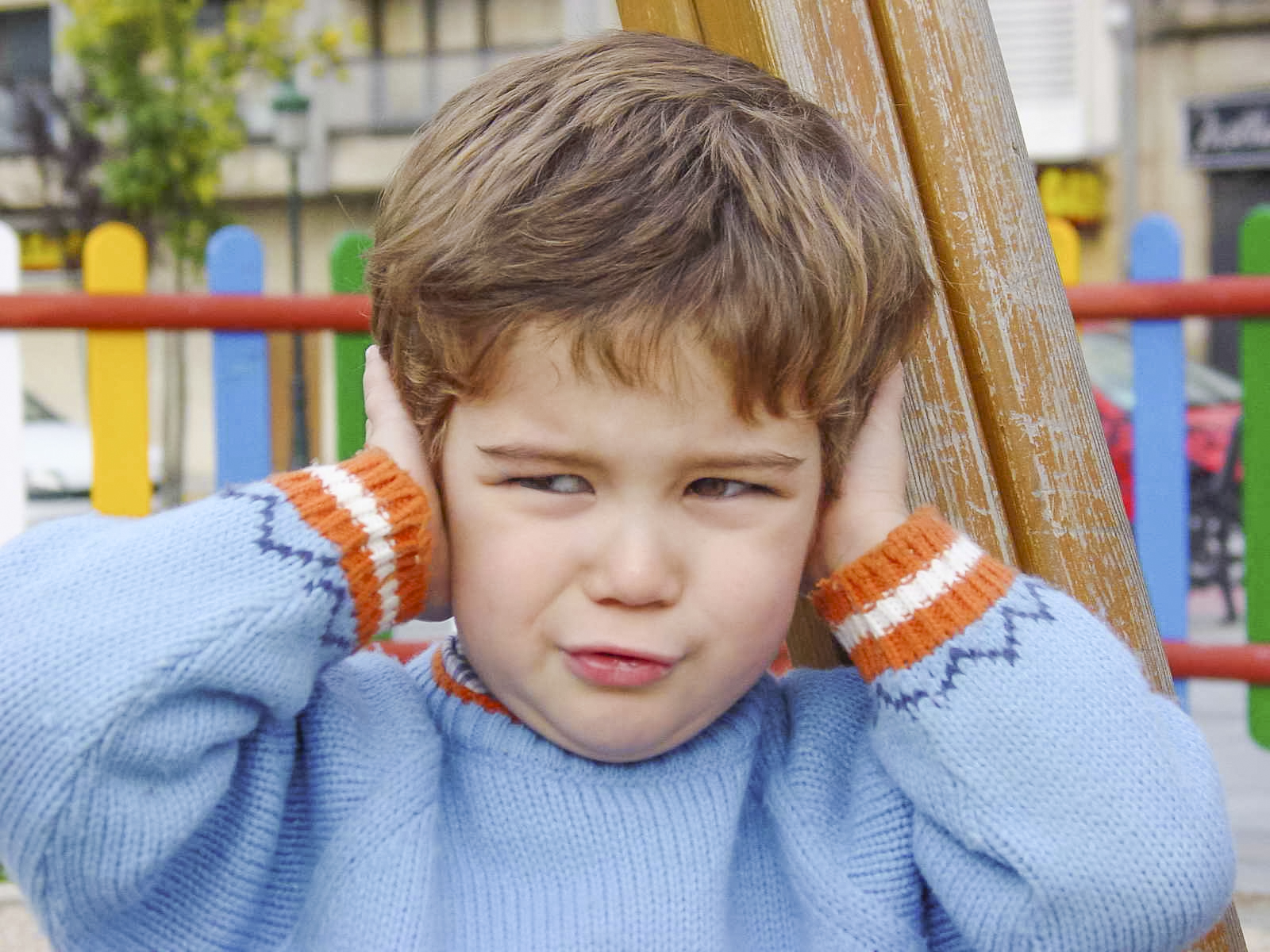
音の苦痛から逃れるため耳を塞ぐ子供

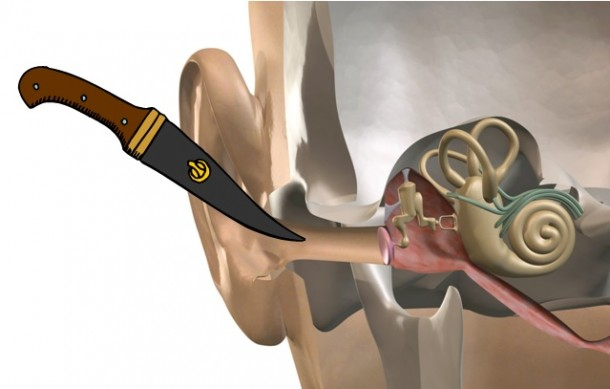
聴覚過敏の音刺激の苦痛を表現したCG。患者は鼓膜をナイフで刺されるような痛みと表現する

聴覚過敏（ちょうかくかびん、英: hyperacusis）は、通常の人が聞いてもなんとも感じないような比較的小さな音に対して、苦痛を感じる症状を差す。
聴覚過敏を引き起こす要因は、耳の病理と関係する生理学的な要素だけでなく、心理学的な要素も含まれている。

## 概要
聴覚過敏症、音過敏（おとかびん）ともよばれる。聴覚過敏を持つ者は、他の人々にとって何の問題もない音に対し激しい苦痛を感じる。そのため日常生活、社会生活に支障をきたすほか、MRIなどの高度の騒音を出す治療装置を利用できない、オープンスペースで働けない、スーパーに行ったり、電車に乗ったりすることが難しいまたは不可能、多岐の問題が生じる。
仕組みとモデルとしては、生化学モデル、聴覚遠心性神経の機能障害、中枢の聴覚利得、ジャストレボフの神経生理学的モデル、心理学的な仕組みとモデルなどが挙げられている。

## 原因
原因は次のように大別される(カッコ内は関連疾患)。
- 内耳の機能不全(ベル麻痺、ラムゼイ・ハント症候群、あぶみ骨切除、外リンパ液ろう、耳管開放症)
- 聴覚神経の障害(ライム病、ウィリアムズ症候群)
- 脳神経の変容(高度のストレス、偏頭痛、うつ、心的外傷後ストレス障害、頭部外傷、発達障害などの脳機能障害)

## 調査統計

### 罹患率
一般における重度の聴覚過敏の罹患率は、2 - 3%以下であるが、発達障害者、特に自閉症のものは聴覚過敏を持つ割合が有意に高く、発達障害者のQOLと深く関係している。

### 刺激の強い音の種類
調査では次のような音が刺激が強いという結果であった。
- 大勢の会話や人ごみの声
- 館内放送、選挙カーやラッピングカーのスピーカー(拡声器)音
- 工事現場の騒音
- バイク、車のクラクション
- ゲームセンターやボウリング場の音
- 祭りの和太鼓
- バスの停車・進入を知らせる音
- レジの操作音
- 信号機のサイン音

## 管理および治療

### 入力遮断
音刺激への暴露を避けるというもの。
聴覚を遮断する方法としては耳栓、イヤーマフ、ノイズキャンセリングヘッドホンなどの道具が用いられる。
また騒々しい場所には近寄らないようにし、買い物は通信販売で済ませるなど。
こうしたアプローチは管理上不可欠であるが、これだけに頼ってしまうと社会的孤立を深める結果に繋がりやすいため、クワイエットアワーのような社会的アプローチが求められる。

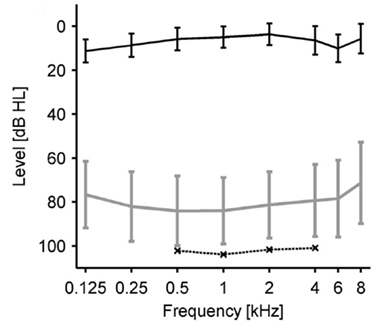
音を聞いた時、聴覚への不快刺激を感じる音量を表したグラフ。上段が聴覚過敏の患者、下段が通常の聴覚の人々。聴覚過敏の人々は比較的小さな音量(わずか20db)で苦痛を感じ始めることが示されている

### 対応
音刺激に対する心身の反応を制御する方向でのアプローチ。外部との社会関係を維持するために患者側からの歩み寄りといえる。しかし、提案されている対処法は効果がないどころか有害である可能性がある。
- 心理学的アプローチ

認知行動療法（CBT）がある。患者がストレスに対する反応を制御し素早くリラックスできるように自らを訓練するもの。
- 物理的アプローチ

数十年にわたり音響療法で提案されているホワイトノイズは、いくつかの研究によれば「中枢聴覚系と脳全体の機能的および構造的な統合性を損なう」ことが示されている。

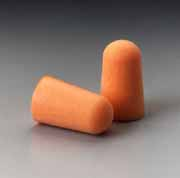
耳栓
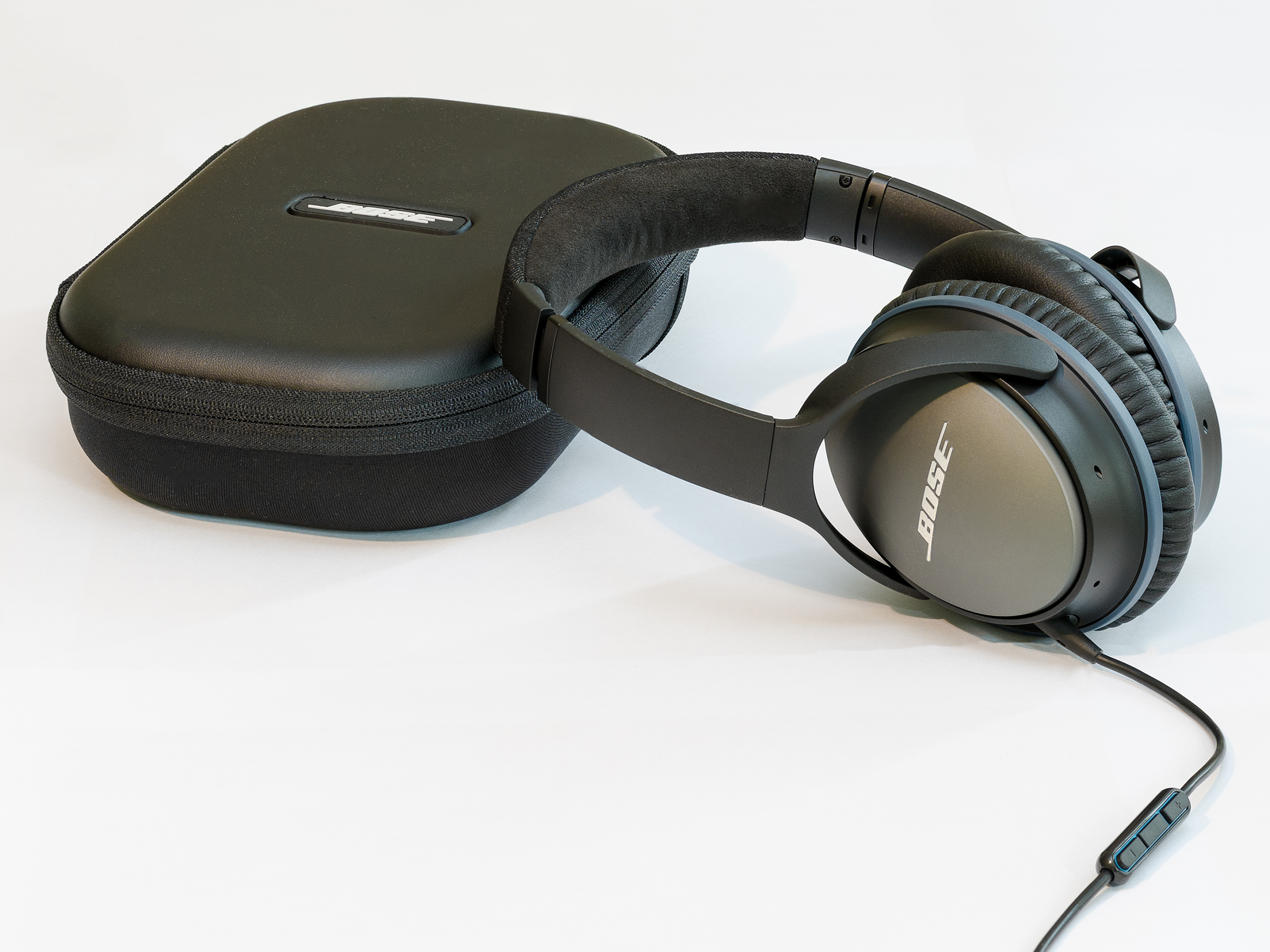
ノイズキャンセリングヘッドホン
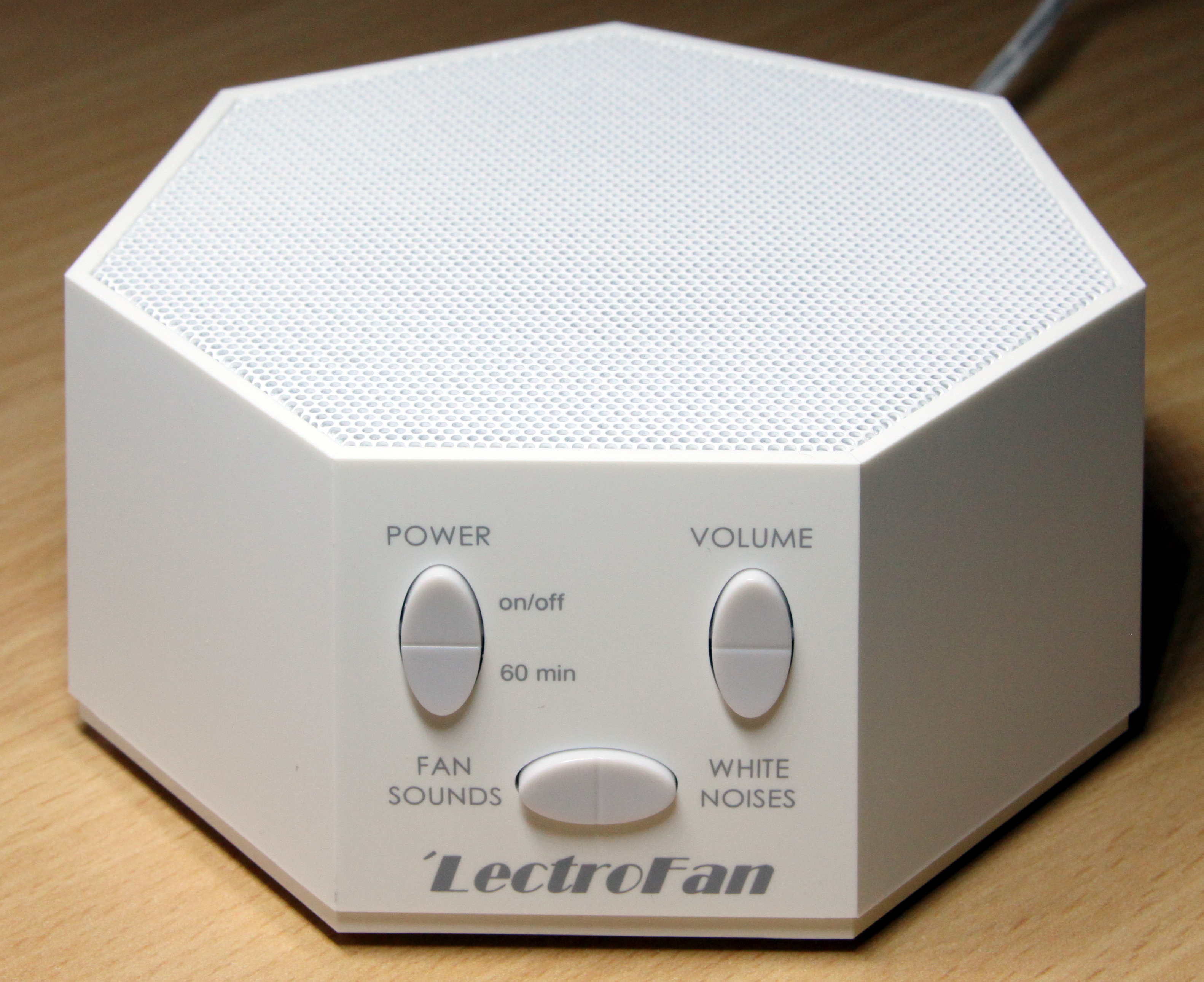
ノイズ発生装置

## 社会的なサポート

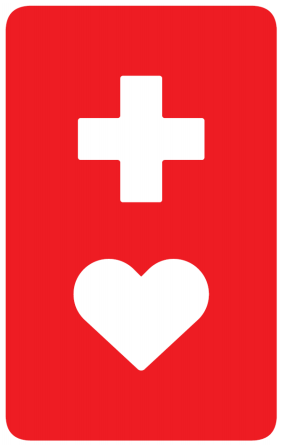
東京都で配布されているヘルプマーク

聴覚過敏の認知度は低く、身障者に対するバリアフリー法のような公的サポートは存在しないが、民間施設などでは自主的に店舗内などで音響を小さくするクワイエットアワーと呼ばれるバリアフリー策や、運動会でのピストルを廃止し旗を用いた手信号にするといった改善がなされている。
また、多くの自治体ではヘルプマークを無償配布している。

### 聴覚過敏用のヘルプマーク
特に聴覚過敏であることを周囲に知らせるウサギの絵が書かれたヘルプマークが民間企業が製作、販売しており、またその画像データは無償で公開されている。
こうしたマークをイヤーマフやノイズキャンセリングヘッドホンに貼り付けることが周囲とのコミュニケーションに有用である。

## カンファレンス
聴覚過敏についての国際会議はINTERNATIONAL CONFERENCE ON HYPERACUSIS AND MISOPHONIAがイギリス・ロンドンで開催されている。会議を通じて、専門家、患者双方より経験や知識が共有される。